# رومان ديل كاستيو
رومان ديل كاستيو (بالفرنسية: Romain Del Castillo)‏ (29 مارس 1996 بليون في فرنسا - ) هو لاعب كرة قدم فرنسي في مركز الهجوم. لعب مع أولمبيك ليون.

## وصلات خارجية
- رومان ديل كاستيو على موقع الاتحاد الأوربي (الإنجليزية)
- رومان ديل كاستيو على موقع إي إس بي إن إف سي (الإنجليزية)
- رومان ديل كاستيو على موقع قاعدة بيانات كرة القدم.إي يو (الإنجليزية)
- رومان ديل كاستيو على موقع ليكيب (الفرنسية)
- رومان ديل كاستيو على موقع Soccerbase.com (لاعب) (الإنجليزية)
- رومان ديل كاستيو على موقع Soccerway.com (الإنجليزية)
- رومان ديل كاستيو على موقع عالم كرة القدم.نت (الإنجليزية)
- رومان ديل كاستيو على موقع AS.com (الإسبانية)